# Шамадел
Шамадел (фр. Chamadelle) насеље је и општина у југозападној Француској у региону Аквитанија, у департману Жиронда која припада префектури Либурн.
По подацима из 2011. године у општини је живело 682 становника, а густина насељености је износила 44,43 становника/km². Општина се простире на површини од 15,35 km². Налази се на средњој надморској висини од 70 метара (максималној 87 m, а минималној 7 m).

## Демографија
| 1962. | 1968. | 1975. | 1982. | 1990. | 1999. | 2011. |
| ----- | ----- | ----- | ----- | ----- | ----- | ----- |
| 481   | 527   | 513   | 565   | 562   | 560   | 682   |

График промене броја становника у току последњих година